# Julius-Riemer-Sammlung
Die Julius-Riemer-Sammlung ist ein naturkundlicher und ethnologischer Sammlungsbestand in der Obhut der städtischen Sammlungen von Lutherstadt Wittenberg.

## Allgemeiner historischer Überblick
Julius Riemer war ein Fabrikant aus Berlin, der sich zeitlebens für verschiedene geisteswissenschaftliche und naturwissenschaftliche Disziplinen interessierte, mit zahlreichen Fachleuten Kontakt pflegte und eine seinen Interessen entsprechende umfangreiche Privatsammlung anlegte. Nach dem Zweiten Weltkrieg verbrachte er diese Sammlung nach Lutherstadt Wittenberg. Hier wurden Teile der Sammlung Jahrzehnte lang als Privatbesitz Riemers und seiner Frau im Schloss Wittenberg ausgestellt. Gleichzeitig wurde das Museum von Seiten der Stadt gefördert. Mit dem Tod von Riemers Witwe 2002 wurde die Sammlung städtisches Eigentum. Im Jahre 2011 wurde die Sammlung magaziniert, da das Wittenberger Schloss, in dem sie untergebracht war, saniert und umgebaut wurde. Teilbestände der Sammlung wurden danach in einigen Sonderausstellungen in Wittenberg und Halle ausgestellt, insbesondere in der zum Abschluss des Lutherjahres 2017 konzipierten kulturvergleichenden Ausstellung Objekte der Verehrung in den Jahren 2017 und 2018. Diese Ausstellung entstand in Kooperation der Stadt als Eigentümerin der Sammlung mit dem Freundeskreis Julius-Riemer-Sammlung e.V., der als Förderverein für eine Neupräsentation und die wissenschaftliche Bearbeitung der Sammlung eintritt. In Kooperation mit der Stadt entstand 2018 die Dauerausstellung Riemers Welt im Museum der städtischen Sammlungen im Zeughaus auf mehr als 500 Quadratmetern.

## Stellung in der Museumslandschaft
Die Verbindung außereuropäischer Ethnologie und Naturkunde ist in der gegenwärtigen deutschen Museumslandschaft ungewöhnlich. Weitere Beispiele von überregionaler Bedeutung in Deutschland sind das Überseemuseum Bremen, das Roemer- und Pelizaeus-Museum Hildesheim, das Museum Natur und Mensch Freiburg, das Naturkundemuseum Coburg und das durch die Naturhistorische Gesellschaft Nürnberg gepflegte Naturkundemuseum. Auch einige Landesmuseen verwirklichen dieses interdisziplinäre Konzept in ihren Ausstellungen, z. B. in Hannover, Darmstadt oder Wiesbaden. Zugleich stellt die ethnologische Sammlung Riemers die einzige mehrere Kontinente umfassende Sammlung außereuropäischer Objekte in Sachsen-Anhalt dar. Weitere Sammlungen zur außereuropäischer Ethnologie sind die Südseesammlung im Schloss Bernburg, die Afrika-Sammlung von Hans Schomburgk in der Burg Querfurt und die Südsee-Sammlung von Georg Forster in Wörlitz. Die Sammlung Riemers ist gegenüber den anderen ethnologischen Sammlungen Sachsen-Anhalts umfangreicher.

## Entstehung der Sammlung
Indem Riemer 1889 als Kind das neu eröffneten Museums für Naturkunde in Berlin besuchte, wurde sein Interesse an Museen und ihren Sammlungen geweckt. Seine eigene Sammlung wuchs schon während seiner Kindheit auf einige Hundert Stücke an: Minerale, Pflanzen, Insekten, Mollusken und besonders Präparate von Wirbeltieren.
Später nutzte Riemer Geschäftsreisen innerhalb Deutschlands regelmäßig zur Erweiterung seiner Sammlung. Hierzu pflegte er Kontakte mit öffentlichen Museen, Privatsammlern und Händlern. Er kaufte und tauschte Objekte und erweiterte beständig sein Wissen. Seine Sammelobjekte bezog Riemer aus allen Kontinenten. Reisen in Länder außerhalb Europas unternahm er selbst nicht, förderte aber Forscher, die ihm Objekte überließen. Ferner kaufte er systematisch ganze Sammlungen auf. Besonders hervorzuheben ist die 1939 erworbene und mehr als 1000 ethnologische Objekte aus Afrika und der Südsee umfassende Sammlung von Eugen Hintz.
Bei Ausbruch des Zweiten Weltkrieges besaß Riemer eine der größten und hochwertigsten natur- und völkerkundlichen Privatsammlungen Deutschlands. Der Schwerpunkt innerhalb des ethnologischen Sammlungsteiles lag dabei auf Afrika und Ozeanien. Unter den Naturalien waren Mineralien, Versteinerungen, Federn, Schädeln sowie Knochen, gepressten Pflanzen, Mollusken und Insekten. Sein Hauptinteresse galt dabei der Zoologie und umfasste einen großen Bestand von Dermoplastiken von Wirbeltieren. Dieser Teil der Sammlung galt den Zeitgenossen als umfangreichster und hochwertigster in einer Privatsammlung in Deutschland.
Insgesamt umfassten die Sammlungskataloge mehr als 40.000 Objekte, wobei bisher nicht geklärt werden konnte, was davon dauerhaft in der Sammlung verblieb, da Riemer auch systematisch tauschte und verkaufte, um seine Sammlung zu profilieren. Die Einwirkungen des Zweiten Weltkrieges brachten der Sammlung größere Verluste. Nach dem Umzug nach Wittenberg und der dortigen Einrichtung des Museums kam es in staatlichem Interesse zur Konzentration von ethnologischen und naturkundlichen Exponaten aus verschiedenen regionalen Sammlungen der DDR in Wittenberg. Dadurch wuchs die Sammlung erneut an und das Museum, welches unter Federführung der Witwe Riemer zu einem kulturellen Faktor in Wittenberg und der ganzen Region wurde, gewann an wissenschaftlicher und didaktischer Systematik.

## Zusammensetzung der Sammlung
Zum genauen Umfang der Sammlung liegen gegenwärtig nur Schätzungen vor. Er dürfte mehrere zehntausend Sammlungsstücke umfassen. Insbesondere durch wirbellose Tiere werden diese großen Zahlen erreicht. Bezogen auf den ethnologischen Sammlungsteil kann von etwa 10.000 Objekten ausgegangen werden, wobei etwa die Hälfte der Stücke noch von Riemer selbst gesammelt wurde. Hier dominieren Artefakte aus Afrika und Ozeanien. Aus anderen Kontinenten sind nur Einzelstücke vorhanden, insbesondere aus Südamerika. Bei den aus anderen Museen der ehemaligen DDR als Leihgaben oder Abgaben hinzugekommenen Sammlungsteilen sind dagegen auch größere Kontingente anderer Erdteile vorhanden. Ein fast 2000 Objekte umfassender Bestand ethnologischer Objekte aller Kontinente, der als Leihgabe aus dem Museum Mauritianum in Altenburg in Thüringen nach Wittenberg kam, wurde 2012 dorthin zurückgegeben und wird seitdem dort präsentiert und erforscht.
Die in Wittenberg verbliebenen Sammlungen umfassen sowohl Alltagsgegenstände als auch ausgewiesene Kunstwerke, etwa einen Uli aus Neu-Irland im heutigen Papua-Neuguinea.

## Förderverein der Sammlung
Der Freundeskreis Julius-Riemer-Sammlung e.V., auch als Förderverein der Julius-Riemer-Sammlung bezeichnet, ist ein gemeinnütziger Verein mit Sitz in Lutherstadt Wittenberg.

### Ziele
Im Zentrum der Vereinsaktivitäten steht die Förderung der Sammlung Riemers. Der Verein setzt sich für die Erhaltung der Sammlung ein, strebt deren Erweiterung, öffentliche Ausstellung und wissenschaftliche Bearbeitung an und unterstützt die Stadt als Eigentümerin bei der Verwirklichung dieser Ziele. Der Verein setzt sich dazu für eine hauptamtliche wissenschaftliche Betreuung der Sammlung von Seiten der Stadt ein. Der Verein hält einmal im Monat eine öffentliche Sitzung ab.

### Hintergründe
Eine noch vor der Schließung des Museums entstandene Bürgerinitiative wendete sich gegen eine dauerhafte Magazinierung oder Abgabe der Sammlung und regte deren Neupräsentation an. Im Jahr 2013 wurde der Verein-Julius-Riemer-Sammlung e.V. offiziell gegründet. Der Verein hatte Mitte 2018 etwa 100 Mitglieder in ganz Deutschland. Vorsitzender ist Michael Solf; Schirmherr des Vereins ist Carsten Niemitz.

### Veranstaltungen
Bereits vor der Verwirklichung der Ende 2018 eröffneten Dauerausstellung Riemers Welt mit Objekten der Julius Riemer-Sammlung, nutzten Stadt und Verein die Ausstellungsfläche im Museum der städtischen Sammlungen im Zeughaus zu Sonderausstellungen und Vorträgen.
Besondere Aufmerksamkeit erregten die im Zeughaus in Kooperation mit der Stadt ausgerichteten ethnologischen und naturkundlichen Sonderausstellungen Die Entdeckung des Individuums (2016), Objekte der Verehrung (2017/18), „Zeugen der Erdgeschichte“ (2020–2023) und „Vom Holz zur Form“ (2023). Mit den Ausstellungen gingen private Schenkungen aus den Sammlungen des Architekten Rainer Greschik, des Ethnologen Nils Seethaler und des Historikers Christian Kennert einher. Sie kamen dem von Stadt und Verein gesetzten Ziel einer Erweiterung der Sammlung entgegen.